# بخش دیر پارک، شهرستان پنینگتون، مینه سوتا
بخش دیر پارک (به انگلیسی: Deer Park Township) یک منطقهٔ مسکونی در ایالات متحده آمریکا است که در شهرستان پنینگتن، مینه‌سوتا واقع شده‌است.
 بخش دیر پارک ۵۹٫۷ کیلومتر مربع مساحت و ۱۲۶ نفر جمعیت دارد و ۳۵۳ متر بالاتر از سطح دریا واقع شده‌است.